# B1 (Künstlergruppe)
B1 war eine deutsche Künstlergruppe, die 1969 gegründet wurde und im Ruhrgebiet beheimatet war.
Die Künstler Helmut Bettenhausen, Günter Dohr, Rolf Glasmeier, Kuno Gonschior, Friedrich Gräsel, Ewerdt Hilgemann, Franz Rudolf Knubel, Ferdinand Spindel, Günter Tollmann und Bernd Damke schlossen sich 1969 zu einem „Ausstellungs-Kollektiv“ zusammen und benannten sich nach der Bundesstraße 1, die das Ruhrgebiet durchzieht. Dabei unterstützte Thomas Grochowiak, damaliger Direktor der Kunsthalle Recklinghausen, die Gründung der Gruppe wesentlich.
Gründungsmitglied Helmut Bettenhausen beschrieb die Idee wie folgt: „Wir haben die B1 als Gegebenheit genommen, wollten sie künstlerisch gestalten und für das bewusst machen, was hier vor Ort war.“
In dem von den zehn Mitgliedern unterzeichneten Manifest heißt es: „B1 macht Objekte, Projekte, Plastiken, Bilder und Räume, B1 arbeitet kinetisch und statisch, mobil und stabil, B1 ist produktiv, B1 ist auf Fabrikation und Industrie eingestellt, B1 spielt und ist immer neugierig, B1 sind 10, die an der B1 leben und die B1 führt zu B1, die Umwelt an der B1 wird von der B1 mitgeprägt.“
Durch künstlerische Gestaltung dachte man, der durch Industrie geprägten Region „einen humanen Wert“ zurückgeben zu können (Uwe Rüth). Gemeinschaftsprojekte der zehn Künstler wurden nie realisiert.